# 太陽光発電の環境性能
太陽光発電の環境性能（たいようこうはつでんのかんきょうせいのう）は、太陽光発電に関する事柄のうち、特に環境負荷に関する性能について記す。

## 概要
太陽光発電も他の発電方式（電源）同様、その設備（モジュールやパワーコンディショナーなど）の生産時にはある程度の温室効果ガス (GHG) の排出を伴う。しかし化石燃料に基づくエネルギー源と異なり、太陽光発電は運転中に温室効果ガスや有害物質を含む排出ガスを出さない（動作原理については太陽電池を参照）。一般にライフサイクル中の全排出量を全発電量で平均すると、太陽光発電のGHG排出量は化石燃料による電源の排出量より桁違いに少なく、利用することで化石燃料の消費量を削減し、全体的な排出量を削減できる。

## 温室効果ガスの排出量
GHG排出量は、ライフサイクルアセスメント (Life Cycle Assessment, LCA) に基づき、温室効果を持つ全ての気体について、原料の採鉱・精製、システムの製造から廃棄に至るまでの全過程における GHG の排出量を、二酸化炭素 (CO2) に換算した値で求める（廃棄過程は資源のリサイクルによって排出量の節減になるため、無視する場合もある）。具体的な値は企業秘密に属するため、各工程について複数の生産企業における調査結果を平均して発表するなどの工夫が行われている。またライフサイクル中のGHGの総排出量を総発電量で割った値をCO2排出原単位と言い、発電量あたりの排出量の比較に用いる。

### CO2排出原単位の見積もり
- 日本での現状の見積もりは、2008年のみずほ情報総研による調査結果[1]が最新である。主な値は下記のようになっている：

|                                                                                               |                      | 多結晶Si | 単結晶Si | a-Si/単結晶Siヘテロ接合 | 薄膜Siハイブリッド | CIS系 |
| --------------------------------------------------------------------------------------------- | -------------------- | -------- | -------- | ----------------------- | ------------------ | ----- |
| 住宅用                                                                                        | 基本ケース           | 58.6     | 77.6     | 62.5                    | 53.8               | 46.4  |
| 住宅用                                                                                        | リサイクル促進ケース | 42.8     | 59.8     | 47.2                    | 37.2               | 29.4  |
| 公共・産業用                                                                                  | 基本ケース           | 69.2     | 86.8     | 71.0                    | 72.0               | 62.0  |
| 公共・産業用                                                                                  | リサイクル促進ケース | 47.4     | 63.2     | 50.6                    | 45.9               | 37.0  |
| 現在主流の技術だけが対象。稼働期間は20年を仮定（30年を仮定する場合、単純計算ならば2/3になる） |                      |          |          |                         |                    |       |

- 日本での20年以上前（1996年時点）の技術に基づいた計算では、41 - 53g-CO2/kWhとされている（電力中央研究所、2000年、寿命30年で計算）が、この値は現状とは必ずしも合致しない。
- 欧州南部での見積もりでは、結晶シリコン太陽電池の排出原単位は現状で25 - 32g-CO2/kWhで、将来は約15g - CO2/kWhに減少すると予測されている[3]。
- 米国での見積もりでは、GHG排出量の削減効果により、太陽光発電は1kWhあたり0.02 - 4.18セント/kWhの追加価値を持つと算定されている[4]。

補足：
- g-CO2は、各種GHGの排出量を相当するCO2のグラム数に換算した値である。他に炭素のみの重量を考慮したg-Cを用いる場合もある（12g-C = 44g-CO2） 。
- 日本の電力の平均のGEG排出源単位は約360g-CO2/kWh, 化石燃料火力発電の平均は約690g-CO2/kWhと計算されている[5]。太陽光発電は火力発電の運転量を削減する（原子力発電は減らない）ことから、削減効果は約0.66kg-CO2/kWhとされる[6]。
- 上記より、日本の平均的環境で3kWシステムを設置した場合、1日あたりのGEG排出量削減効果は、CO2に換算して1000kWh/年×3kW/365日×0.66kg-CO2 = 5.4kg-CO2/日 となる。

## CO2ペイバックタイム
CO2ペイバックタイム（CO2 Payback Time, CO2PT, または二酸化炭素ペイバックタイム）とは、ライフサイクル中の生産などの過程で排出されるGHGの排出量を、排出量の削減効果によって取り戻すまでの時間を言う。名称にはCO2を用いることが多いが、メタンなどCO2以外の温室効果ガスの排出についても、地球温暖化への影響力に見合った量のCO2に換算して合算される。ここで炭素に換算した場合は炭素ペイバックタイムと言い、CO2PTと同じ値となる。CO2PT = （ライフサイクル中のGEG排出量）/（太陽光発電導入によって削減できた1年あたりのGHG排出量）で定義される。
日本の現状における値は、下記のように見積もられている。一般的な住宅用の場合、1 - 3年程度でGHG排出量的に元が取れる。
|              |                      | 多結晶Si | 単結晶Si | a-Si/単結晶Siヘテロ接合 | 薄膜Siハイブリッド | CIS系 |
| ------------ | -------------------- | -------- | -------- | ----------------------- | ------------------ | ----- |
| 住宅用       | 基本ケース           | 2.63     | 3.48     | 2.80                    | 2.42               | 2.08  |
| 住宅用       | リサイクル促進ケース | 1.92     | 2.68     | 2.12                    | 1.67               | 1.32  |
| 公共・産業用 | 基本ケース           | 3.33     | 4.17     | 3.41                    | 3.46               | 2.98  |
| 公共・産業用 | リサイクル促進ケース | 2.28     | 3.04     | 2.43                    | 2.20               | 1.78  |

## エネルギー収支
太陽光発電設備のエネルギー源としての性能を比較するとき、エネルギーペイバックタイム (EPT) やエネルギー収支比 (EPR) を指標として用いることがある。これらは設備の製造やそれに必要な原料の採鉱・精製、保守などに投入されるエネルギーに対して、どれだけの電力が得られるかを示す。

### エネルギーペイバックタイム
エネルギーペイバックタイム (EPT) とは、ライフサイクル中に投入したのと同量のエネルギーを発電によって節減できるまでの時間を言う。太陽光発電の場合、ライフサイクル中の投入エネルギーはその殆どが設備の生産エネルギーであり、これにメンテナンスや廃棄時のエネルギーが加わる。廃棄過程については元々小さいかプラスになり（リサイクルの効果を参照）、無視することもある。
設備の欧米の複数メーカーを対象とした近年の調査結果では、EPTは欧州南部の場合で1.7 - 2.7年、欧州中部で2.8 - 4.6年である。日本での現状に基づく2007年度の調査では、下記のように1 - 3年程度となっている。
|              |                      | 多結晶Si | 単結晶Si | a-Si/単結晶Siヘテロ接合 | 薄膜Siハイブリッド | CIS系 |
| ------------ | -------------------- | -------- | -------- | ----------------------- | ------------------ | ----- |
| 住宅用       | 基本ケース           | 2.20     | 3.01     | 2.42                    | 1.75               | 1.41  |
| 住宅用       | リサイクル促進ケース | 1.65     | 2.40     | 1.90                    | 1.35               | 0.96  |
| 公共・産業用 | 基本ケース           | 2.58     | 3.38     | 2.75                    | 2.31               | 1.89  |
| 公共・産業用 | リサイクル促進ケース | 1.91     | 2.66     | 2.13                    | 1.75               | 1.30  |

これは現状で一般的な技術に基づいた推計である。今後普及が見込まれる技術を用いた場合は、さらにEPTが短く（性能が高く）なると各国で見積もられている。
上記に含まれないものとしては、太陽追尾装置を備える集光型システムにおける解析で、ドイツで稼働させた場合はEPTが12 - 16ヶ月、スペインで稼働させた場合はEPTが8 - 10ヶ月になるなどの報告がある）。

### エネルギー収支比
エネルギー収支比(EPR)とは、生産から廃棄までのライフサイクル中に外部から投入されるエネルギーと、発電により回避されるエネルギー消費の比を言う。ライフサイクル全体を対象とした計算ならば、寿命を上記のEPTで割って求めることができる。日本における一般的な値は、稼働期間20年で8 - 14倍、30年で12 - 21倍と見積もられている。これは海外における調査結果も同様である。
なお、日本ではエネルギー収支比を「2」や「5 - 9」などとする文書が一部で散見されるが、これは12 - 16年以上前の見積もりに基づく値である（1995年3月の電力中央研究所の研究報告Y94009や、1991年の報告書Y90015）。生産方式や技術水準の設定条件が古く、太陽光発電の現在の性能と整合していない。例えば上記の報告書Y90015で多結晶シリコンウエハ生産に必要な電力を設備容量1.1MW分で6250MWh（すなわち約20MJ/W）と設定している（P.65）が、これは現在の技術による値（P.173など）よりも数倍大きく、上記の諸外国における調査結果とも全く整合しない。こうした値を出典や計算条件を明記せずに用いる例がみられ、これにより「太陽光発電のエネルギーペイバックタイムは10年以上」などとする誤った情報が流れたため、誤りである旨が専門機関によって公的に指摘されている。また、別定義で計算されて他よりも数倍低いEPRの値が主張される例もある。

### 補足
- 送電網に接続する系統連系でなく、独立な電源として利用するために蓄電設備を追加する場合、蓄電池の製造などに要する分、GEG排出量と投入エネルギー量が増える。中国の砂漠地域に大規模システムを設置した場合のシミュレーションでは、例えば鉛蓄電池にて5日分の蓄電設備を追加した場合、蓄電設備の無い場合に比べるとEPTは1.5倍、GEG排出量は2倍に増えると計算されている（[7]5.3章など）。ただしその場合でも、一般的な火力発電よりも排出量は少ない。
- 一戸建ての屋根に沿って（もしくは建材の一部として）設置するような場合、設置 - 廃棄（もしくはリサイクル用に解体）に伴うGEG排出量およびエネルギー投入量が小さくなり、エネルギー収支が比較的高くなる。大がかりな専用架台を造り、廃棄時に再利用困難な廃材が出るような場合などは、設置 - 廃棄に伴うGEG排出量および投入エネルギーがその分大きくなる。上記のEPTやEPRにもそれが見られる。
- 需要地近辺で発電することにより、送電網全体の変圧器・送電線の温度を下げ、遠隔地の電源からの送電損失を減少させる追加的な効果が期待できる（[14]P.285など）。
- 現在の日本国内での生産規模は一工場で500MW（シャープ葛城工場、2005年）以上に達している[15]。

## その他汚染物質
- 化石燃料を火力発電に用いた場合は燃料に含まれる重金属が環境中に放出される。原油や石炭の場合は環境中への放出量が多く、カドミウムの放出量が発電量1GWhあたり約3～43gになる[16]。
- 各種太陽電池の場合、ライフサイクル中のカドミウムの放出は主に系統電力の火力発電に由来する。またその量はライフサイクル中の発電量1GWhあたり0.3～0.9g程度であり、原油火力発電の数十分の１である[16]。
- カドミウムテルル太陽電池は毒性物質であるカドミウム(Cd)を用いる。製造工程における従業員の安全管理には注意が必要であるが、粉砕・焼却しない限り、通常の使用状態においてカドミウムは漏出しない[17]。火事等の事故に際しても放出は限定的である[17]。

## リサイクルの効果
太陽光発電の設備（モジュール、パワーコンディショナー、ケーブル、接続箱など）は金属や半導体、ガラス、プラスチックなどで構成され、その重量の大部分がリサイクル可能である。リサイクルにより、原料を一から調達して精製するよりも使用エネルギーやGEG排出量が大幅に削減できる。結晶シリコン系太陽電池モジュールをパイロットプラントで処理した実例の解析では、原料を新規に調達して製造する場合に比較して半分以下のエネルギーで済んだと報告されている（）。近年の製品では将来のリサイクルがしやすいように材料段階から工夫を加える例もある。まだ量は少ないながら、欧州では専用のリサイクル機構(PV Cycle)も操業を開始している。日本ではリサイクルは現状ではアルミフレームや銅線などについて限定的に行われているのみだが、リサイクルを進めれば現状よりもさらに大幅に排出量が減ると見積もられている。

## 懐疑論と反論
太陽光発電の環境性能については、化石燃料の利用を推進する勢力などから懐疑論が提出されることがある。いずれも否定されている。
- 米国で太陽光発電による削減量は小さい、もしくは環境を却って汚染するという噂が流されたことがある。これは都市伝説としてデータ付きで否定されている[21]。

- 2005年頃、欧州にて太陽光発電のCO2排出原単位が100 - 180g-CO2/kWhであるとの主張が行われたことがある。これは古くて無効なインベントリのデータを用いた計算結果だと暴露され、当時最新のデータに基づいて37g-CO2/kWhに修正された[22]。

- 価格的にペイバックしないから環境的にもペイバックしないという主張が見られたが（武田邦彦など）、価格と環境負荷が常に比例するという論拠に科学的証明は無く、日本および各国での調査結果にも反する。

- エネルギー収支比(EPR)が1以下であるなどとする主張が見られたが[23]、科学的に認められた根拠は示されていない。日本における第三者機関による調査結果[1]とや世界各国における調査結果とも矛盾しており[24]、理由の説明も無い。

### 解説サイト
- 太陽光発電って何だろう（NEDOによる技術解説）
- 太陽光発電ってなあに?（太陽光発電協会による解説）
- 太陽光発電の基礎知識（シャープによる解説）
- 太陽光発電とは（産総研・太陽光発電研究センターによる解説）